# Ель-Азрак
Ель-Азрак (араб. الأزرق, досл. «синій», «блакитний») або просто Азрак — невелике місто в Йорданії. Лежить у центрі країни, в провінції Ез-Зарка, за 100 км на схід від Амману. Населення Ель-Азраку в 2004 році становило 9021 осіб. В місті розташована військово-повітряна база.

## Історія

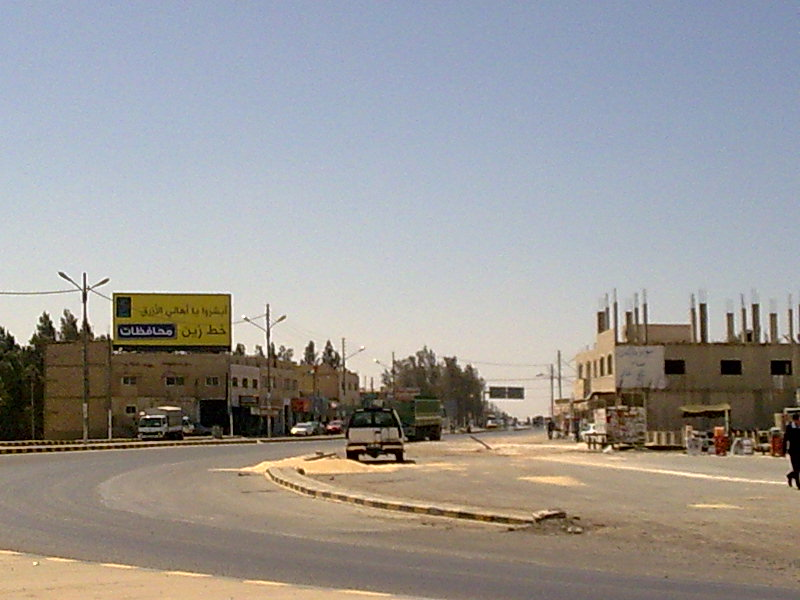
Вулиці Ель-Азраку

Упродовж своєї історії Ель-Азрак був важливим поселенням у віддаленій та посушливій пустелі Йорданії. Стратегічна цінність як міста, так і його фортеці під назвою Каср-ель-Азрак полягала в розташуванні біля оази Азрак, єдиного постійного джерела прісної води в радіусі близько 12 тис. км². Каср-ель-Азрак входить до переліку так званих пустельних замків, що розкинулася на території Йорданії, Сирії, Ізраїлю та Палестини.
Місто лежало на провідному пустельному шляху, який забезпечував торгівлю в регіоні. Оаза Ель-Азрак має довгу історію, починаючи з доби нижнього палеоліту. Протягом доби епіпалеоліту оаза також був важливим центром. Чимало археологічних знахідок було виявлено в заповіднику Ель-Азрак, що був утворений задля захисту водно-болотних угідь регіону.

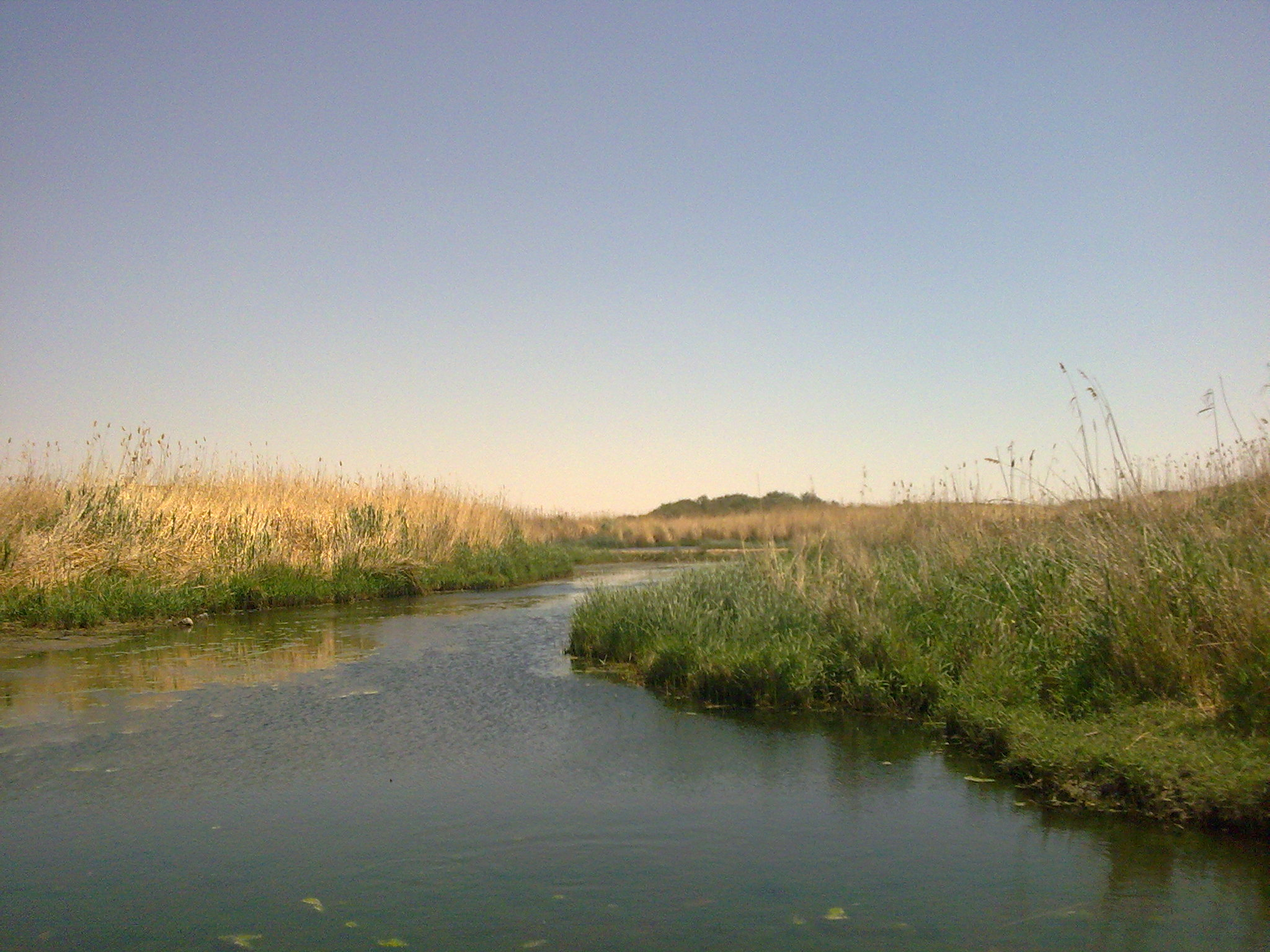
Заповідник Азрак

Велике поселення набатейського періоду також був задокументоване в цій місцевості. Фортеця, зараз відома як Каср-ель-Азрак, була споруджена римлянами в III столітті нашої ери та значно реконструйована Мамелюками за часів середньовіччя. За правління Омеядів у південній частині міста з'явилася штучна водойма.
Під час Арабського повстання на початку XX століття Каср-ель-Азрак був важливим опорним пунктом для військ Томаса Едварда Лоуренса.

## Населення

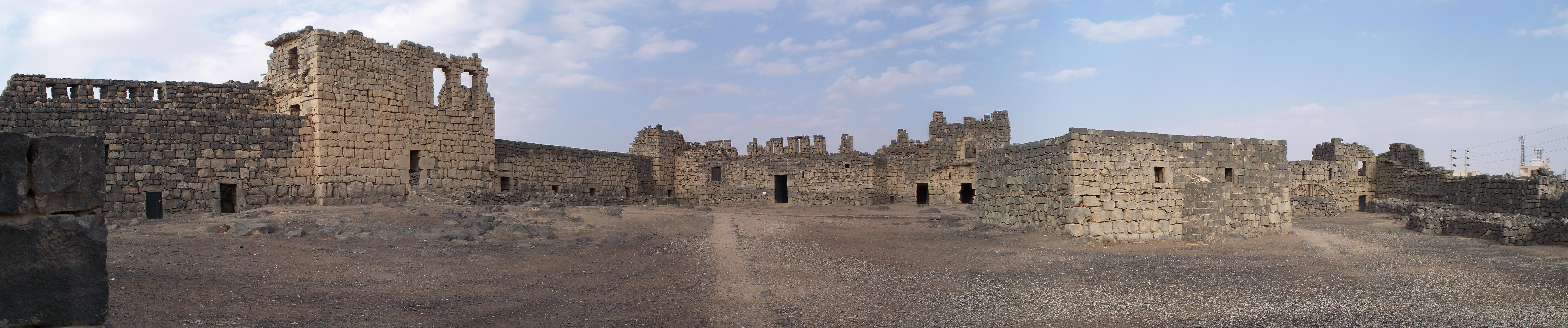
Каср-ель-Азрак

Згідно з Йорданським національним переписом населення 2004 року, населення Ель-Азраку становило 9021 осіб, з них 7625 (84,5%) були громадянами Йорданії. 4988 (55,3%) були чоловіками, а 4033 (44,7%) — жінками. Наступний перепис населення був проведений у 2014 році.
В місті мешкають дві великі діаспори: чеченців і друзів. Чеченці почали масово переселятися до Ель-Азраку в 1912 році внаслідок репресивної політики з боку тодішньої Російської імперії. Друзи проживають у місті з 1925 року. До того ж, Ель-Азрак традиційно ділиться на два райони, названих на честь цих двох народів: Азрак-Шишан й Азрак-Друз.
Табір для біженців Ель-Азрак, створений для розміщення біженців громадянської війни в Сирії, був відкритий у 2014 році за 20 км від міста. Раніше цей об'єкт використовувався під час війни в Перській затоці 1990—1991 років як транзитний табір для іракських і кувейтських біженців.